# 妙隆寺 (佐倉市)
妙隆寺（みょうりゅうじ）は、千葉県佐倉市にある身延山久遠寺を総本山とする日蓮宗の寺院。山号は久栄山（きゅうえいざん）。

## 歴史
1471年（文明3年）4月、本山松戸本土寺第9世妙高院日意上人(みょうこういんにちいしょうにん)によって開創され、当初は佐倉城大手門南側にあったが、延宝年間に佐倉藩の禄高加増により、武家屋敷拡張のため城内の現在地に移転した。現在の本堂は1988年（昭和63年）に建替。

## 境内
本堂は、鎌倉様式で再建されたものである。本堂の額には「天晴地明」が掲げられている。境内には、三門、本堂、永代供養墓（大光普照廟）がある。
本堂の左に墓所、百日紅、銀杏が植えてあり、本堂の斜め前にはコウヤマキ、イトヒバの古木がある。また、境内には樹齢500年以上のスタジイ、モチ等の古木がある。
また、中心市街地活性化の一環として佐倉市の旧城下町地区にある七寺社（甚大寺、宗円寺、妙隆寺、嶺南寺、松林寺、大聖院、麻賀多神社）に祀られている「佐倉七福神」のうち、妙隆寺には大黒天が祀られている。正月に開扉をおこなう。
守護神として、ほかに子安鬼子母神、瘡守稲荷大明神、清正公、三十番神が祀られている。

## 周辺
妙隆寺のある「馬の背」台地下から上ってくる道は番神道と呼ばれている。山内に番神堂があり、蛮人堂と地元では呼んでいる。『古今佐倉真佐子』に記載のある「番人堂」からとも言われている。

## 年中行事
特記なき箇所以外は妙隆寺ホームページを出典とする。
- 1月 - 佐倉七福神めぐり
- 2月 - 節分立春ご祈祷会・豆まき
- 3月 - 彼岸法要
- 4月 - 花まつり
- 7月 - お盆
- 8月 -  お盆・施餓鬼会
- 9月 - 彼岸法要
- 11月 - お会式

## その他
地域コミュニティの場として「檀信徒だけでなく、誰もが気軽に訪れる、寺本来の役割」を目指し、村上英祥住職の企画により、1999年から毎春にプロ演奏家による「お寺でリサイタル」が実施された。庭と参道整備のため2年間の休止ののち、2008年に再開、同年4月6日には講談師の神田京子による懇談会が行われた。

## ギャラリー

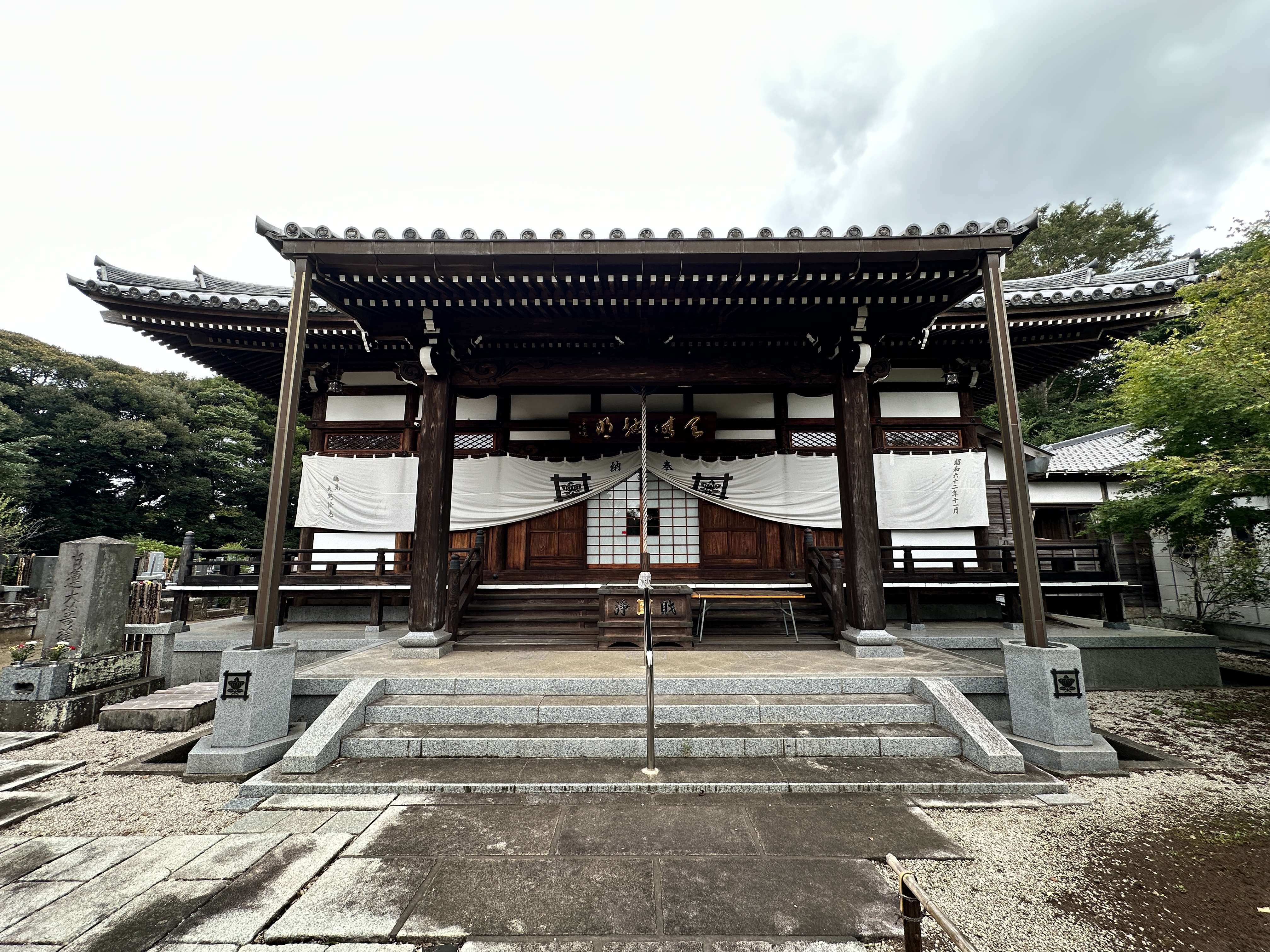
本殿。彼岸の季節には幕が張られる
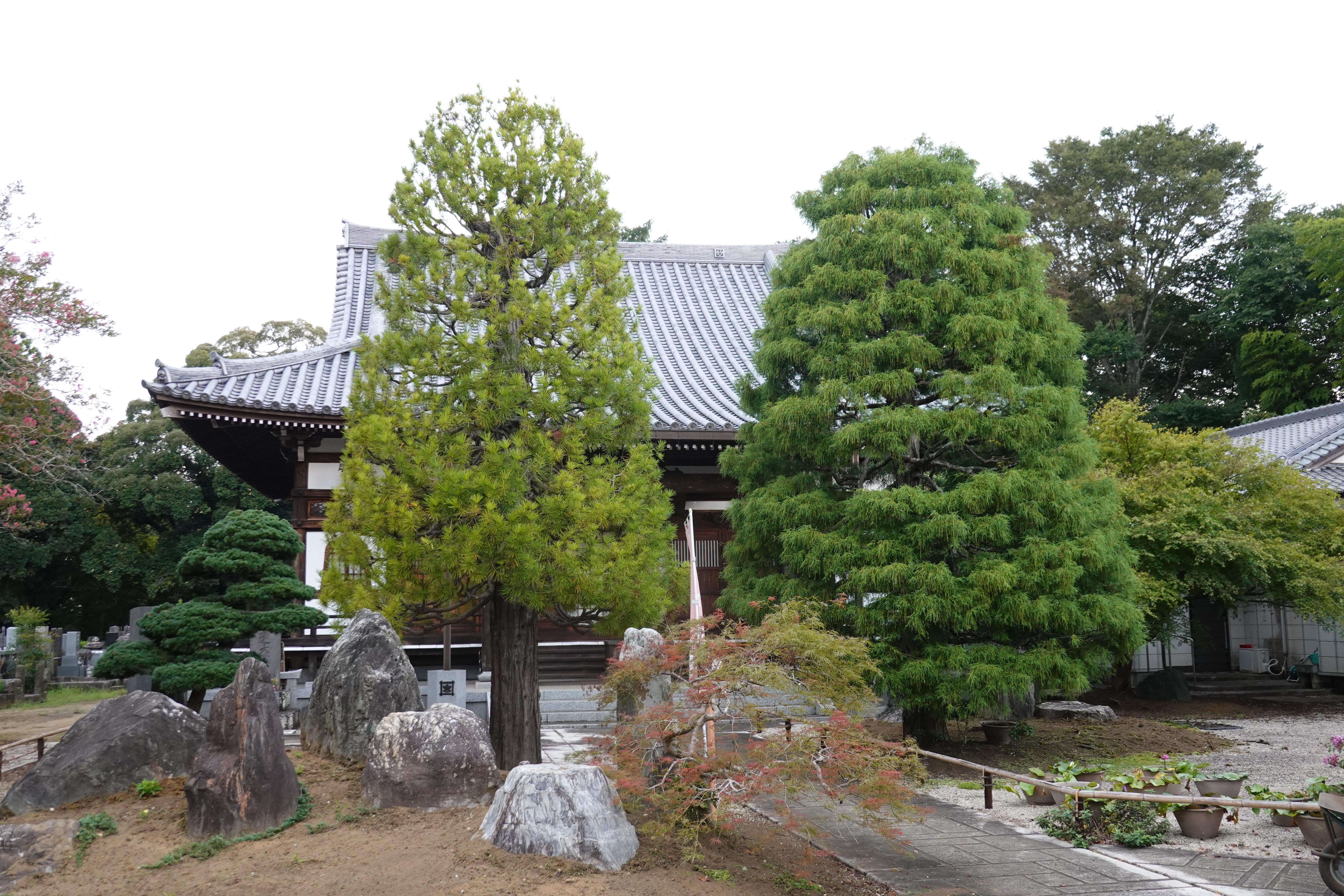
妙隆寺の市の保存樹。コウヤマキ、イトヒバ
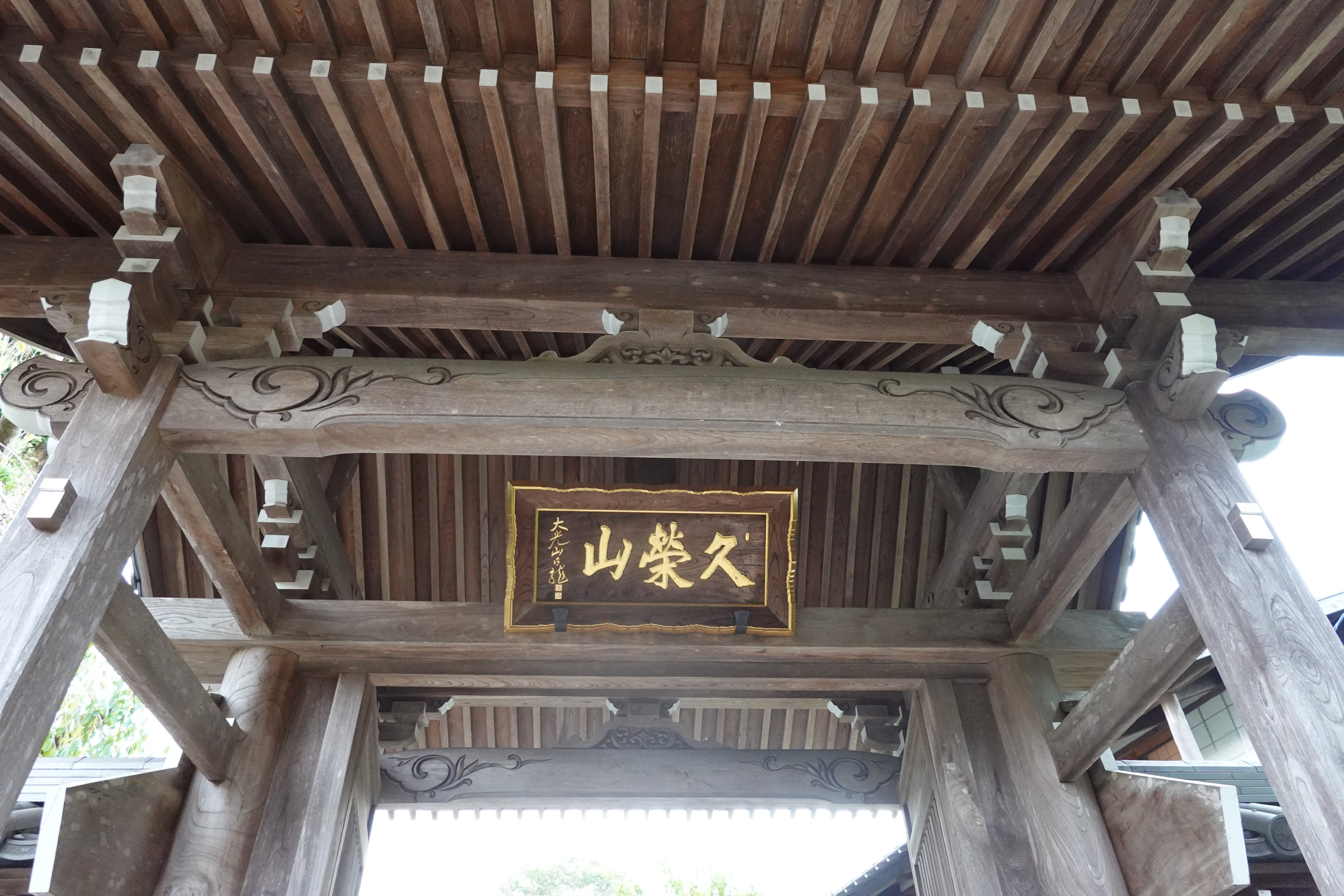
妙隆寺山門 久栄山

## アクセス
- 京成本線「京成佐倉駅」より、徒歩約12分[9]
- JR総武線「佐倉駅」より、徒歩約18分[9]